# Interaktion
 For alternative betydninger, se Interaktion (medicinsk).
Interaktion betyder basalt set "vekselvirkning". Begrebet bruges i flere sammenhænge.

## Interaktion i datalogi
Under designet af et it-system kan man have brug for at beskrive interaktion i forskellige forbindelser. 

### Menneske-datamaskine interaktion
Den interaktion, der foregår mellem brugeren og systemet, betegnes som menneske-datamaskine interaktion (på engelsk: Human-Computer Interaction, forkortet HCI). Designet af HCI kan have afgørende betydning for nytten og accepten af systemet, og mange udviklingsvirksomheder ofrer som følge heraf stor opmærksomhed på denne del af udvikling af systemerne. 
Den videnskabelige baggrund for et vellykket HCI-design trækker på resultater fra så forskellige områder som datalogi, psykologi, pædagogik, design, ergonomi, antropologi og sociologi. Den teknologiske udvikling giver hele tiden såvel nye muligheder som nye udfordringer, der nødvendigvis må overvejes og inddrages, når man i et konkret projekt skal designe HCI.
Arbejdet med HCI-design i et projekt foregår på tre niveauer:
- Opstilling af overordnede krav til anvendelsen i form af brugervenlighed
- Det konkrete design
- Kontrol af, at de ønskede krav er opfyldt

#### Overordnede krav
HCI-designet er forbundet med kvalitetsegenskaberne ved et it-system. Disse egenskaber er subjektive, og derfor er det vigtigt at opnå enighed mellem rekvirent (kunde) og udviklere om den ønskede kvalitet i det konkrete, kommende system. Den danske ekspert på området, Rolf Molich, definerer kravene til brugervenlighed i form af fem punkter, blandt andet at systemet skal være let at lære, og at det skal være effektivt at bruge. I det konkrete tilfælde skal man prioritere de enkelte punkter (for eksempel skal et selvbetjeningssystem på et bibliotek være let at lære, da der konstant kommer nye lånere, der skal bruge systemet, mens et system, der bruges af bibliotekarer, i højere grad skal være effektivt, da de bruger systemet dagligt).
Det er vigtigt, at man formulerer kravene på en målbar måde, så den afsluttende kontrol er kan gennemføres på en neutral måde.

#### Det konkrete design
Der findes en række teorier, principper og guidelines for det konkrete designarbejde. Derimod er der ikke så mange egentlige metoder, der hjælper udviklerne til at opnå et godt resultat.
Blandt principperne kan det nævnes, at det er centralt at kende de kommende brugere af systemet. Desuden bør udviklingen foregå iterativt, så man gentager et forløb med design, programmering og test med brugere, indtil resultatet er tilfredsstillende.

#### Kontrol
Kontrollen af, at HCI-designet er tilfredsstillende, kan foregå på mange måder. De to vigtigste er ekspertvurdering og brugertest.
Ved ekspertvurdering sættes en række eksperter til at afprøve resultatet og notere deres mening om designet. Dernæst sammenlignes resultaterne, og hvis der her kan opnås enighed om, at designet er i orden, så er kontrollen gennemført. Hvis der er enighed om at påpege en række problemer, vil disse normalt blive rettet, hvorpå en ny vurdering gennemføres. Dette kan gentages, til designet er i orden.
En brugertest er en test udført af brugere. De gode tests foregår ved, at en række udvalgte brugere enkeltvis udfører nogle opgaver, som man naturligt vil bruge systemet til. Undervejs kommenterer brugeren sine oplevelser, mens en testleder tager notater og i øvrigt holder lav profil. Efterfølgende er det testlederens opgave at samle erfaringerne fra de forskellige involverede brugere, og de hændelser, der opleves af flere personer, opfattes som valide. Hvis sådanne hændelser er problematiske, bør systemet rettes og nye tests gennemføres. Metoden omtales ofte som "tænke-højt test".

### Interaktion mellem dele af systemet
I det tekniske design af et system vil man normalt opdele systemet i mindre komponenter. Disse komponenter udveksler informationer på forskellige måder. Dette betegnes også som interaktion.
Man kan beskrive denne interaktion på mange måder. I UML findes der to typer interaktionsdiagrammer: sekvensdiagram og kommunikationsdiagram. De to diagrammer er stort set semantisk ens, idet man med begge diagrammer beskriver interaktion, typisk en interaktion, der foregår i systemet i forbindelse med en use case. Den primære forskel er, at i et sekvensdiagram viser man det tidsmæssige forløb, hvilket ikke er tilfældet i kommunikationsdiagrammer.

## Interaktion i socialpsykologi
I socialpsykologien definerer man en gruppe som mindst to personer, der påvirker hinanden på en eller anden måde. Den påvirkning omtales som interaktion. Ud over interaktion vil det ofte også være vigtigt for en gruppe, at medlemmerne har et fælles mål.
Graden af interaktion er med til at bestemme gruppetypen. I en primærgruppe har man hyppig og ret tæt interaktion, ofte konkretiseret ved, at medlemmerne taler sammen ansigt til ansigt. Der er ofte tale om ret små grupper, som arbejdsteams. I en sekundærgruppe har man mindre hyppig og/eller indirekte kommunikation, for eksempel gennem Internettet. Mange sekundærgrupper er ret store, for eksempel fangrupper.